# Drypetis
Drypteis (zm. 323 p.n.e.) – księżniczka perska, z dynastii Achemidzkiej. Córka Dariusza III i jego siostry-żony Statejry I, wnuczka Sysygambis. Razem z całą rodziną została wzięta do niewoli w 333 r. p.n.e., po bitwie pod Issos przez Aleksandra Macedońskiego.
Jej starsza siostra - w odróżnieniu od matki - Statejra II poślubiła w 324 r. p.n.e., w Suzie (Wesele w Suzie) zwycięzcę ich ojca - Aleksandra Macedońskiego. Drypetis poślubiła w tym samym czasie, przyjaciela Aleksandra - Hefajstiona. Owdowiała kilka miesięcy później, w 324 r. p.n.e. Po śmierci Aleksandra, w 323 r. p.n.e., Drypetis, razem ze swoją siostrą Statejrą II, została zamordowana na polecenie Roksany - pierwszej żony Aleksandra i matki jego jedynego syna - Aleksandra IV.